# Magical Destroyers
Magical Destroyers (魔法少女マジカルデストロイヤーズ?, Mahō shōjo majikarudesutoroiyāzu) è una serie televisiva anime creata da Jun Inagawa e animata da Bibury Animation Studios, diretta da Hiroshi Ikehata e sceneggiata da Daishiro Tanimura. Masao Kawase ha ricoperto il ruolo di assistente alla regia, Yuki Sawa si è occupata del character design e Gin Hashiba ha composto la colonna sonora. La serie ha iniziato a essere trasmessa l'8 aprile 2023 all'interno del programma contenitore Animeism su MBS, TBS e BS-TBS. La sigla di apertura della serie è Magical Destroyer di Aimi, mentre la sigla di chiusura è Gospelion in a classic love di 13th tailor. I diritti per la trasmissione della serie sono stati acquistati da Crunchyroll.

## Personaggi
Otaku Hero (オタクヒーロー?, Otaku Hīrō)
Doppiato da: Makoto Furukawa
Anarchy (アナーキー?, Anākī)
Doppiata da: Fairouz Ai
Blue (ブルー?, Burū)
Doppiata da: Aimi
Pink (ピンク?, Pinku)
Doppiata da: Tomoyo Kurosawa

## Episodi
| Nº | Titolo italiano Giapponese 「Kanji」 - Rōmaji | In onda        | In onda |
| Nº | Titolo italiano Giapponese 「Kanji」 - Rōmaji | Giapponese     |         |
| 1  | Rage against Akihabara 「アキバに革命の炎燃ゆ」 - Akiba ni kakumei no honō moyu                                                                                | 8 aprile 2023  |         |
| 2  | Bruciatevi quei cervelli rosa - GOBO GOBO! 「桃色脳ミソを裏返せ」 - Momoiro nō miso o uragaese                                                                 | 15 aprile 2023 |         |
| 3  | Ascolta il rumore dello scarico e muori - PESSIMISTIC OVERDRIVE 「エキゾーストノートを聞いて逝け」 - Ekizōsuto nōto o kiite ike                                | 22 aprile 2023 |         |
| 4  | Una gara di nuoto piena di ragazze magiche - R U READY? 「魔法少女だらけの水泳大会」 - Mahō shōjo darake no suiei taikai                                       | 29 aprile 2023 |         |
| 5  | Il secondo incidente di Nakano - Climbing to the hell 「第二次中野事変」 - Dai-niji Nakano jihen                                                               | 6 maggio 2023  |         |
| 6  | La vigilia della rivoluzione - REVOLUTION EVE 「革命前夜」 - Kakumei zen'ya                                                                                    | 13 maggio 2023 |         |
| 7  | Elegia funebre a un cheater - ULTIMATE GAME 「チーターどもへ捧げよ挽歌」 - Chītā-domo e sasageyo banka                                                         | 20 maggio 2023 |         |
| 8  | Wanku! - DANCING QUEENS 「わんく！」 - Wan ku! | 27 maggio 2023 |         |
| 9  | I morbosi fratelli all’attacco - LOVE IS NIGHTMARE 「やべぇ兄妹が押し寄せる」 - Yabe e kyōdai ga oshiyoseru                                                    | 3 giugno 2023  |         |
| 10 | Distruggete il palazzo della Dieta! L'attacco totale rivoluzionario - SILENT BEFORE RAGE 「陥とせ議事堂 革命総進撃！」 - Kan tose gijidō: kakumei sō shingeki! | 10 giugno 2023 |         |
| 11 | MAGICAL DESTROYERS | 17 giugno 2023 |         |
| 12 | Ci piace quello che ci pare 「好きなものを好きなだけ」 - Suki na mono o suki na dake                                                                           | 24 giugno 2023 |         |